# Planners
Planners es una serie de televisión por internet de comedia dramática romántica argentina original de Star+. La trama gira en torno a una exitosa wedding planner que debe reinventarse en el negocio luego de divorciarse y salir de la empresa que compartía con su exmarido. Está protagonizada por Celeste Cid, Gonzalo Valenzuela, Leticia Siciliani, Guillermo Pfening, Matías Recalt y Marcos Montes. La serie se estrenó el 5 de mayo de 2023.
El 27 de noviembre de 2023, Star+ anunció que estrenaría 4 nuevos episodios el 13 de diciembre.

## Sinopsis
La serie se centra en la vida de Malena (Celeste Cid), una planificadora de eventos muy exitosa que se encuentra atravesando por un momento muy complicado con Marcos (Gonzalo Valenzuela), su marido y a su vez arma un nuevo equipo de trabajo profesional, donde nacerán los conflictos y nuevos vínculos laborales y amorosos.

## Elenco

### Principal
- Celeste Cid como Malena Carregal
- Leticia Siciliani como Cali Portman
- Gonzalo Valenzuela como Marcos Gutiérrez
- Guillermo Pfening como Andrés «Andy» Garrison
- Marcos Montes como Raymundo «Ray»
- Matías Recalt como Javier Gutiérrez

### Secundario
- Claudio Da Passano como Lito Carregal
- Luz Palazón como Verónica
- Camila Peralta como Clara Carregal
- Martín Slipak como Lisandro
- Valentin Villafañe como Iván
- Violeta Reznik como Antonia «Toni»
- Santiago Caamaño como «Goyo»
- Catalina Cofone Polack como Rocío
- Gustavo Bonfigli como Arturo
- Juan Gil Navarro como Pedro Portman

### Participaciones
- Oriana Scarano como Luna
- Nora Cárpena como Paulina
- Marina Bellati como Julieta
- Lili Popovich como Miranda Aguirre
- Nina Spinetta como Laura
- Pablo Mónaco como Gregorio Ezcurra
- Alejandra Baldoni como Delfina Finisola
- Claudio Rissi como Vito
- Laila Maltz como Camelia
- Alan Daicz como Franco
- Nicolás Pauls como Ulises
- Luis Ziembrowski como Manuel
- Fabián Mazzei como Alejandro Gallo
- Emilia Mazer como Viviana
- Adriana Aizemberg como Bobe
- Claudio Tolcachir como Abel
- Patricio Aramburu como Julio
- Mariana Richaudeau como Susana

## Episodios
| Temporada | Temporada | Episodios | Episodios               | Lanzamiento original    | Lanzamiento original |
| --------- | --------- | --------- | ----------------------- | ----------------------- | -------------------- |
|           | 1         | 13        | 9                       | 5 de mayo de 2023       | 5 de mayo de 2023    |
| 4         | 1         | 13        | 13 de diciembre de 2023 | 13 de diciembre de 2023 |                      |

| N.º | Título                      | Dirigido por  | Escrito por                                    | Fecha de emisión original |
| --- | --------------------------- | ------------- | ---------------------------------------------- | ------------------------- |
| 1   | «No confiemos»              | Daniel Barone | Mariana Wainstein, María Zanetti y Luz Márquez | 5 de mayo de 2023         |
| 2   | «Hurra»                     | Daniel Barone | Mariana Wainstein, María Zanetti y Luz Márquez | 5 de mayo de 2023         |
| 3   | «A Marcos le va a encantar» | Daniel Barone | Mariana Wainstein, María Zanetti y Luz Márquez | 5 de mayo de 2023         |
| 4   | «Qué gran día»              | Daniel Barone | Mariana Wainstein, María Zanetti y Luz Márquez | 5 de mayo de 2023         |
| 5   | «Todo controlado»           | Daniel Barone | Mariana Wainstein, María Zanetti y Luz Márquez | 5 de mayo de 2023         |
| 6   | «Te lo digo como me sale»   | Daniel Barone | Mariana Wainstein, María Zanetti y Luz Márquez | 5 de mayo de 2023         |
| 7   | «Acá no hay oxígeno»        | Daniel Barone | Mariana Wainstein, María Zanetti y Luz Márquez | 5 de mayo de 2023         |
| 8   | «¿Podemos hablar?»          | Daniel Barone | Mariana Wainstein, María Zanetti y Luz Márquez | 5 de mayo de 2023         |
| 9   | «Canal 1 liberado»          | Daniel Barone | Mariana Wainstein, María Zanetti y Luz Márquez | 5 de mayo de 2023         |
| 10  | «Las segundas partes...»    | Daniel Barone | Marta Betoldi y Esteban del Campo Bagu         | 13 de diciembre de 2023   |
| 11  | «Inmersivo»                 | Daniel Barone | Marta Betoldi y Esteban del Campo Bagu         | 13 de diciembre de 2023   |
| 12  | «Contracciones»             | Daniel Barone | Marta Betoldi y Esteban del Campo Bagu         | 13 de diciembre de 2023   |
| 13  | «El fin del mundo»          | Daniel Barone | Marta Betoldi y Esteban del Campo Bagu         | 13 de diciembre de 2023   |

## Desarrollo

### Producción
En marzo del 2021, se comunicó que Star+ había dado luz verde para la producción de La boda de tus sueños, una ficción ideada por Bárbara Diez, la cual estaría inspirada en su propia vida. En abril de ese año, se anunció que Daniel Barone sería el director de la serie y que la misma contaría con 8 episodios. En mayo del mismo año, se confirmó que la producción estaría a cargo de Emiliano Szulewicz y Adrián González. Ese mismo mes, se anunció que Mariana Wainstein, Pablo Rossi, María Zanetti y Luz Marquez serían los responsables del guion.
En junio del 2021, se confirmó que la serie fue renombrada bajo el título de Planners en lugar de La boda de tus sueños.

### Rodaje
Las grabaciones de la serie iniciaron en junio del 2021 en Buenos Aires bajo medidas de sanidad establecidas por el Gobierno de la Nación a causa de la pandemia por COVID-19. En septiembre del mismo año, las grabaciones de la serie finalizaron.

### Casting
En marzo del 2021, se informó que Celeste Cid fue fichada para protagonizar la serie en el papel de una wedding planner y que junto a ella estaría Leticia Siciliani, interpretando a su asistente. En abril de ese mismo año, se anunció que Matías Recalt, Gonzalo Valenzuela y Marcos Montes se habían unido al elenco principal, y que Guillermo Pfening haría una participación especial. En mayo del mismo año, el actor Gustavo Bonfigli se sumó a la serie. En junio de ese año, Fabián Mazzei, Alan Daicz y Luz Palazón se unieron al elenco de la serie.

## Recepción

### Comentarios de la crítica
Diego Batlle de Otros cines señaló que Planners «apuesta a una estética casi publicitaria y por momentos se permite salir de su zona de confort y control con situaciones absurdas», como así también posee «una cuidada narración a cargo del experimentado Daniel Barone dominada por la prolijidad y la contención». Diego Lerer de Micropsia resaltó que la serie «funciona más que nada gracias al talento, el carisma y la belleza de Celeste Cid» y que «más allá de que sea discretamente entretenida, la serie tiene la liviandad de un aviso de perfumes, la elegancia de un día en una estancia de lujo y el drama de una telenovela de la noche en versión VIP».

### Premios y nominaciones
| Lista de premios y nominaciones | Lista de premios y nominaciones | Lista de premios y nominaciones                  | Lista de premios y nominaciones | Lista de premios y nominaciones | Lista de premios y nominaciones |
| Año                             | Organización                    | Categoría                                        | Nominado/a(s)                   | Resultado                       | Ref(s)                          |
| ------------------------------- | ------------------------------- | ------------------------------------------------ | ------------------------------- | ------------------------------- | ------------------------------- |
| 2023                            | Produ Awards                    | Mejor dirección de fotografía                    | Sol Lopatín                     | Nominada                        | [ 19 ]                          |
| 2023                            | Produ Awards                    | Mejor compositor musical                         | Pablo Borghi                    | Nominado                        | [ 19 ]                          |
| 2023                            | Premios Cóndor de Plata         | Mejor serie de comedia y/o musical               | Planners                        | Nominado                        | [ 20 ]                          |
| 2023                            | Premios Cóndor de Plata         | Mejor actriz protagonista en comedia y/o musical | Celeste Cid                     | Nominada                        | [ 20 ]                          |
| 2024                            | Produ Awards                    | Mejor miniserie dramática                        | Planners                        | Nominado                        | [ 21 ]                          |